# Tom Austen
Tom Austen (15 de septiembre de 1987) es un actor británico, más conocido por haber interpretado a Marc Bayard en la serie Jo y  por dar vida a Jasper Frost en la serie The Royals.Su más reciente Trabajo es Helstrom

## Carrera
En 2009 obtuvo un pequeño papel en la película Bright Star.
En 2010 interpretó a Anto en la serie británica Shameless. Ese mismo año obtuvo pequeños papeles en las películas E'gad, Zombies! y en Brighton Rock, donde interpretó al señor Oakes aunque no salió en los créditos. En 2011 apareció en un episodio de la serie médica Doctors, donde interpretó a Jonathan Bone. Ese mismo año apareció en el cortometraje Crossharbour, donde interpretó a John. En 2012 se unió al elenco recurrente de la segunda temporada de la exitosa serie The Borgias, donde interpretó a Raffaello di Genova. Ese mismo año se unió al elenco de la segunda temporada de la serie Beaver Falls, donde dio vida a Mac. En 2013 se unió al elenco principal de la serie Jo, donde interpretó al detective de la policía Marc Bayard hasta el final de la serie ese mismo año. En 2015 se unió al elenco principal de la serie The Royals, donde interpreta a Jasper Frost hasta ahora. En octubre de 2019, Austen fue elegido como Daimon Hellstrom en la serie de Hulu Helstrom que se desarrolla en Marvel Cinematic Universe.

## Filmografía

### Series de televisión
| Año         | Título                   | Personajes                   | Notas                              |
| ----------- | ------------------------ | ---------------------------- | ---------------------------------- |
| 2010        | Satisfaction             | Remy                         | -                                  |
| 2010        | Shameless                | Anto                         | episodio # 1.17                    |
| 2011        | Doctors                  | Jonathan Bone                | episodio "Charming"                |
| 2012        | Misfits                  | Peter                        | episodio # 4.4                     |
| 2012        | The Borgias              | Raffaello Palivici di Genova | 4 episodios                        |
| 2012        | Beaver Falls             | Mac                          | 6 episodios                        |
| 2013        | Agatha Christie's Poirot | Ted Williams                 | episodio "The Labours of Hercules" |
| 2013        | London Irish             | Martin                       | episodio #1.4                      |
| 2013        | Jo                       | Det. Marc Bayard             | 8 episodios                        |
| 2014 - 2017 | Grantchester             | Guy Hopkins                  | 11 episodios                       |
| 2015        | Unforgotten              | Josh Cross                   | 6 episodios                        |
| 2015 - 2018 | The Royals               | Jasper Frost                 | 25 episodios                       |
| 2020        | The Bold Type            | Cody                         | 3 episodios                        |
| 2020        | Helstrom                 | Daimon Hellstrom             | 10 episodios                       |

### Películas
| Año  | Título                        | Personaje             | Notas                                                                              |
| ---- | ----------------------------- | --------------------- | ---------------------------------------------------------------------------------- |
| 2009 | Bright Star                   | Joven Oficial Militar | -                                                                                  |
| 2010 | Brighton Rock                 | Mr. Oakes             | -                                                                                  |
| 2010 | E'gad, Zombies!               | Gallant/Zombie        | corto - junto a Ian McKellen y Matthew Butler                                      |
| 2011 | Crossharbour                  | John                  | corto - junto a Lauren O'Neil                                                      |
| 2013 | Legendary: Tomb of the Dragon | Scott                 | junto a Scott Adkins, Dolph Lundgren, James Lance y Lydia Leonard                  |
| 2014 | Ironclad: Battle for Blood    | Guy de Lusignan       | junto a Michelle Fairley, Roxanne McKee, Danny Webb, David Rintoul y Andy Beckwith |
| 2016 | Bitter Harvest                | Taras                 | junto a Max Irons, Samantha Barks, Barry Pepper, Aneurin Barnard y Terence Stamp   |

### Teatro
| Año  | Obra                    | Personaje     | Director (a)     | Teatro          | Notas                                                           |
| ---- | ----------------------- | ------------- | ---------------- | --------------- | --------------------------------------------------------------- |
| -    | Lord of the Flies       | Ralph         | Katharine Rogers | -               | -                                                               |
| -    | Onassis                 | Alexandros    | Nancy Meckler    | -               | -                                                               |
| 2010 | The Real Thing          | Billy         | Anna Mackmin     | Old Vic Theatre | junto a Barnaby Kay, Louise Calf, Hattie Morahan y Jordan Young |
| -    | The Man Who             | Joven Autista | Owen Lewis       | -               | -                                                               |
| -    | Damn Tankees            | Van Buren     | Martin Connor    | -               | -                                                               |
| -    | Entertaining Mr. Sloane | Mr. Sloane    | Ed Dick          | -               | -                                                               |
| -    | Festen                  | Christian     | Jonathan Munby   | -               | -                                                               |
| -    | Julius Caesar           | Maruillus     | Richard Twyman   | -               | -                                                               |
| -    | Romeo and Juliet        | Romeo         | Janet Suzman     | -               | -                                                               |